# Manierisme

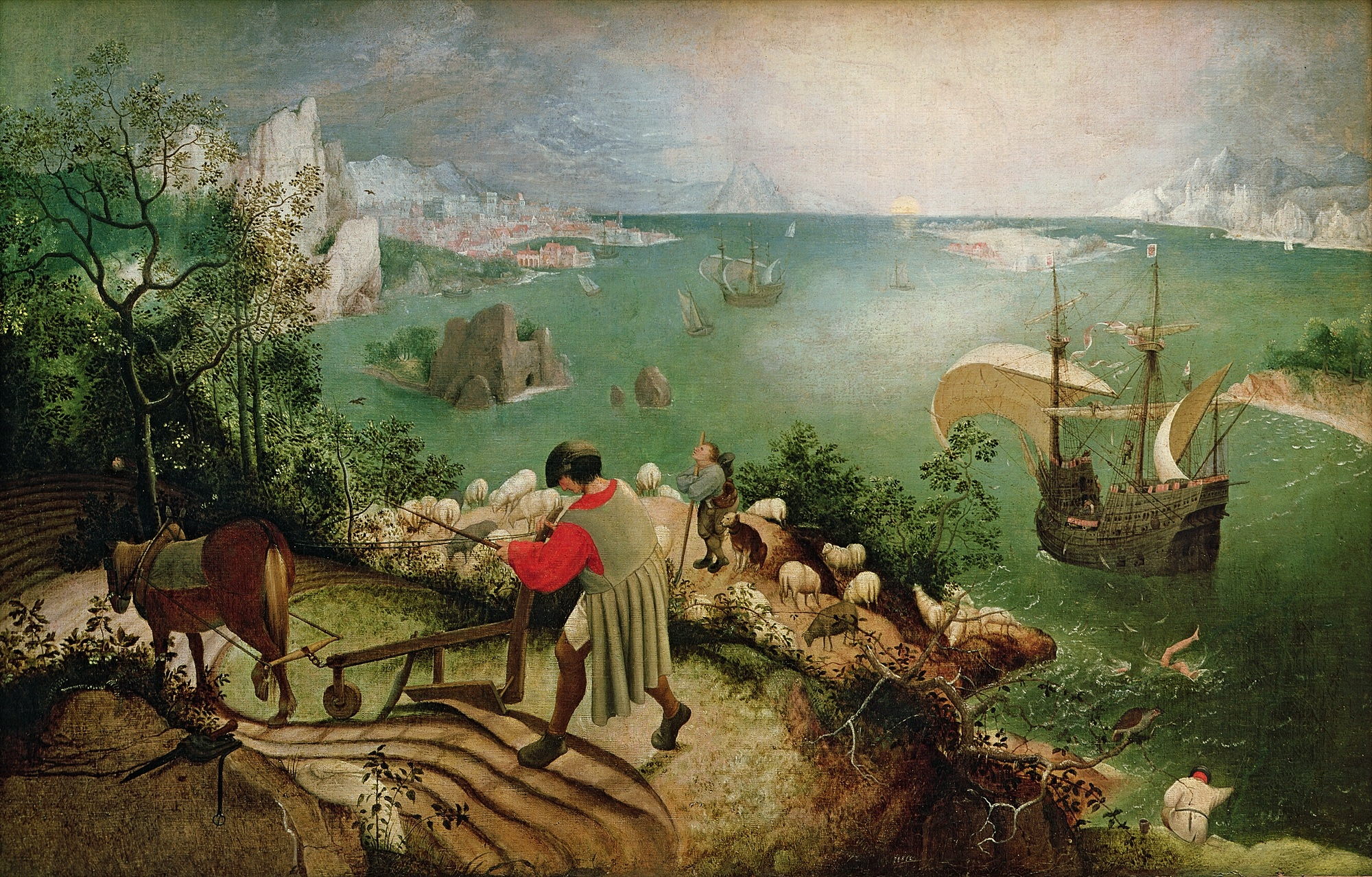
En el Paisatge amb caiguda d'Ícar (1558), de Pieter Brueghel el Vell, veiem les cames d'un Ícar que ha caigut de cap a l'aigua, mentre la vida continua tot entorn. L'obra es troba al Museu Reial de Belles Arts de Bèlgica.

El bibliotecari (1562), de Giuseppe Arcimboldo. L'obra es troba al Castell o Palau de Skokloster (Suècia).

El manierisme és un estil artístic caracteritzat per la recerca d'una estilització (maniera) personal i que va predominar entre el Renaixement del segle xvi i el Barroc. Va ser una reacció a l'agitació social, política i religiosa de l'època i va representar un profund allunyament de l'harmonia de l'alt Renaixement.
Neix a Roma i Florència prenent el relleu a l'estil de l'alt Renaixement entre 1520 i 1530, amb artistes influïts per l'obra de Rafael i Miquel Àngel; predomina a la Itàlia del segle xvi i finalitza a Europa cap al 1600 quan s'imposa el barroc. Correspon a un moment en què els valors renaixentistes (bellesa, harmonia, unitat) són desmitificats i deixen de ser la finalitat última de l'art, de manera que tots els camins esdevenen vàlids.
Les seves principals figures són Rosso Fiorentino, Jacopo Pontormo, Tintoretto, El Greco, Agnolo Bronzino i Parmigianino.
En principi, el terme italià maniera, equivalent a "estil" o "mode", té un cert caire pejoratiu, d'imitació, artificiós: els pintors pinten a la maniera de Raffaello, Leonardo da Vinci, Miquel Àngel, etc. S'ha de tenir en compte, però, que la característica de l'època és més la varietat i la diversitat que no pas la imitació. En realitat, el manierisme és una continuació lògica del procés de recerca i d'experimentació de noves solucions que caracteritza el Renaixement des dels seus inicis.
El manierisme representa un allunyament de la pintura respecte a la imitació de la realitat. Aquest és el motiu de la gran importància que s'ha donat al manierisme durant el segle xx, moment en què la pintura ha assolit l'autonomia respecte a la representació de la realitat.

## Temàtiques

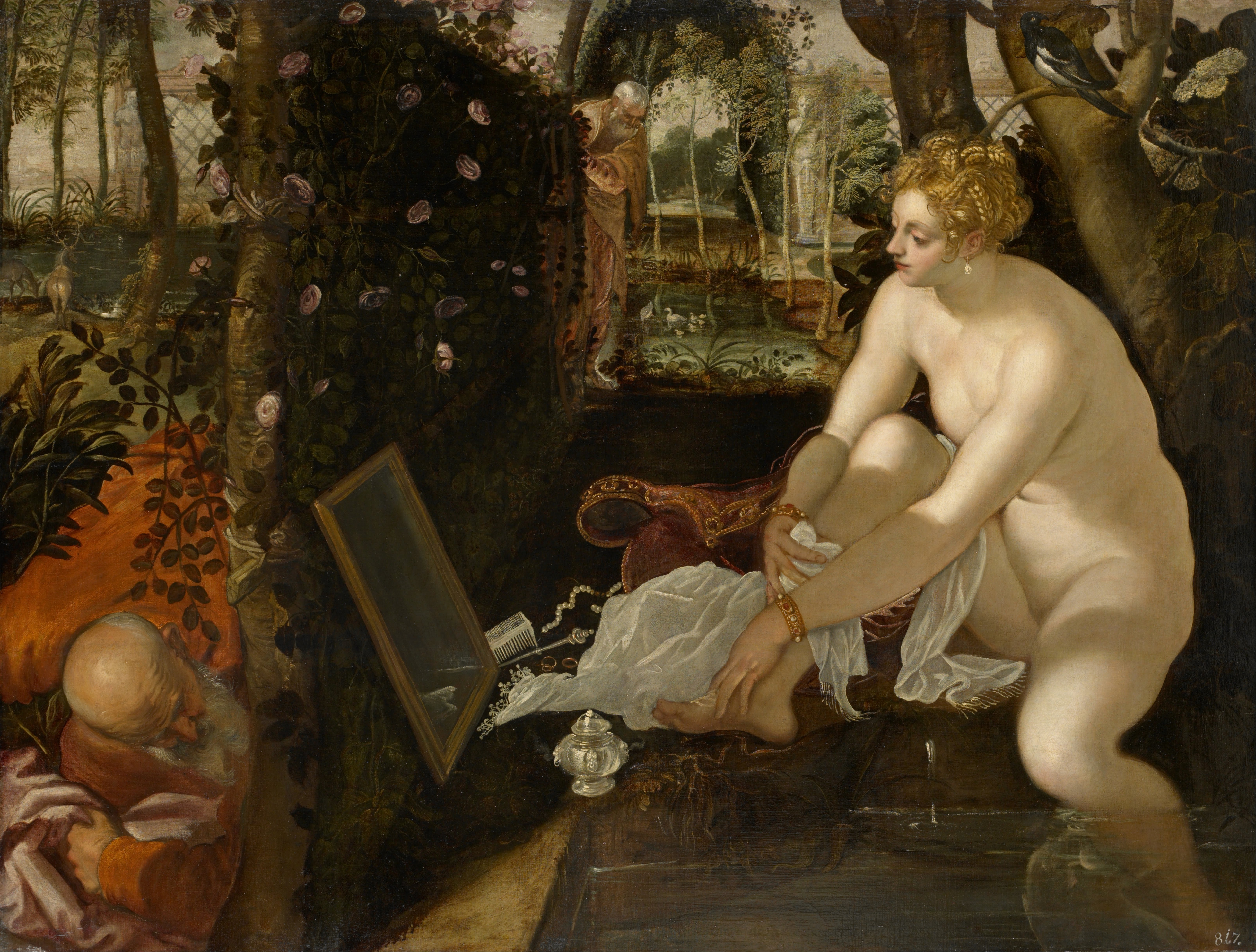
Susanna al bany és un tema molt popular i que dona una excusa per al nu femení. Aquí la peça Susanna i els vells (1555 - 1556) de Tintoretto. Museu d'Història de l'Art de Viena.

Els temes més freqüents són els religiosos, però des d'una percepció poc habitual fins aleshores; els retrats amb expressions inesperades; la mitologia i les al·legories, sovint dotades d'un simbolisme sinistre.

## Estil

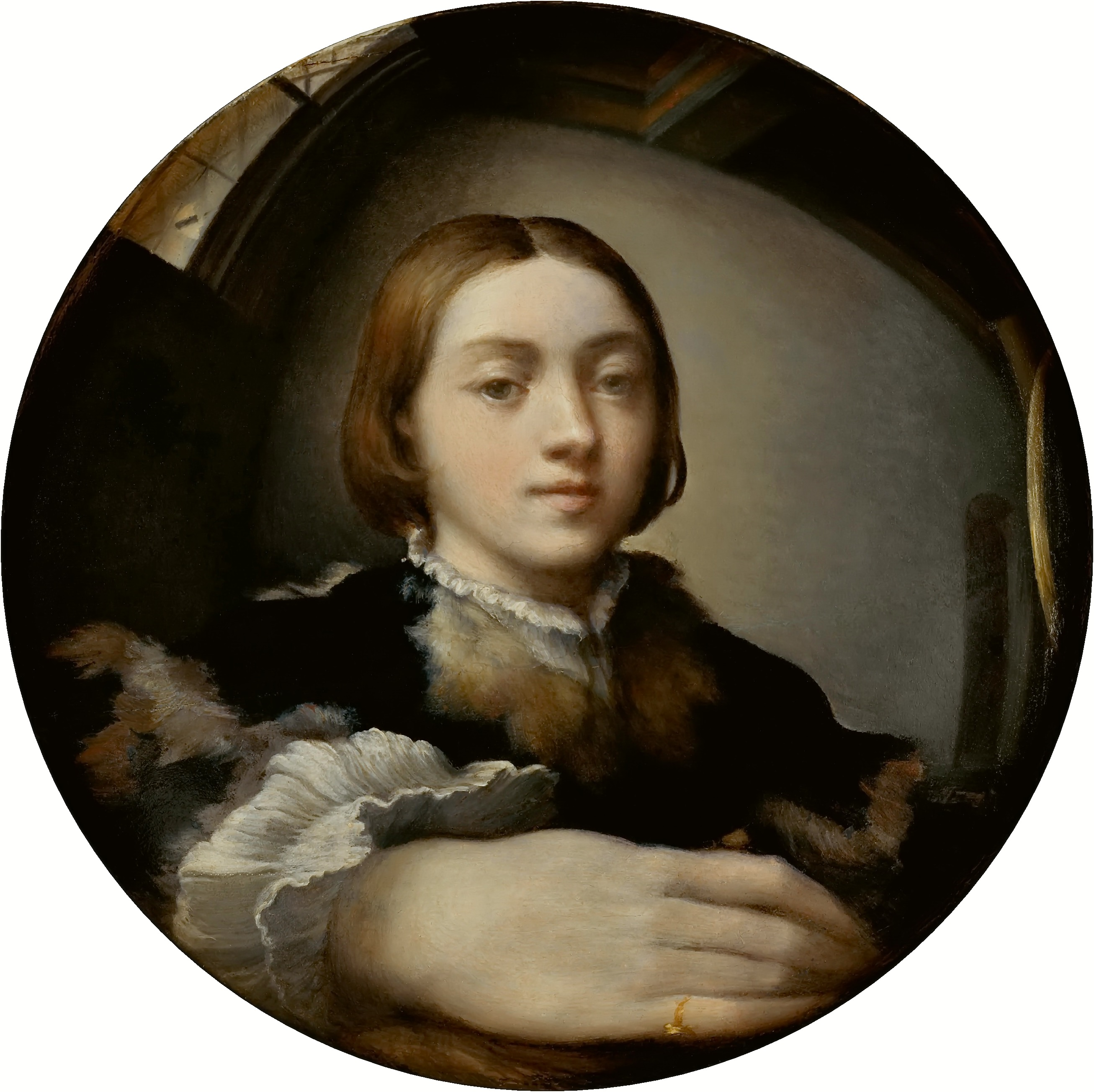
Figura humana distorsionada. Parmigianino: Autoretrat en un mirall convex (ca. 1523-1524), Museu d'Història de l'Art de Viena.

Les dues característiques més importants del manierisme són el rebuig de les normes i la llibertat en la composició, en els colors i en les formes. Per altra banda, presenta una extraordinària varietat de manifestacions que difícilment permeten definir-lo com un estil basat en una unitat de principis i normes.
En un món agitat, l'art d'aquesta època també era agitat, violent i nerviós. S'hi troben temes obscurs, simbolisme tens, figures i espai distorsionats, una expressa manca d'harmonia i proporció, textures irreals, colors molt vius, postures artificials i escenes de voyeurisme sexual. Les figures semblen suspeses en plena acció o mostren tensió intencionada.
En l'arquitectura, destaca l'anticlassicisme i la distorsió del que espera l'espectador; i en l'escultura la sensació de moviment, les anatomies masculines fortes i musculoses, les postures exagerades per a realçar-les, i el realisme.

## Arquitectura

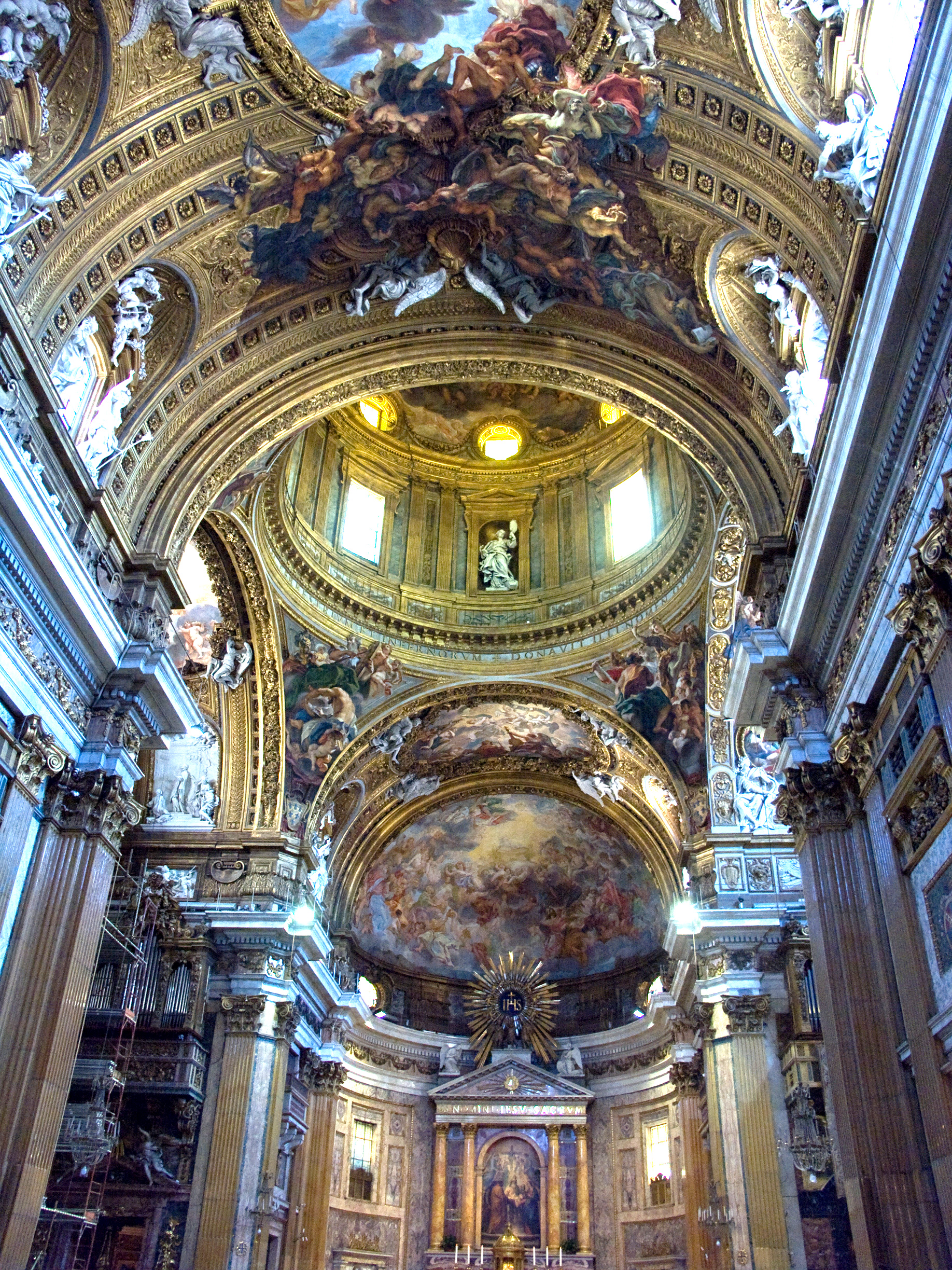
Jacopo Vignola. Església d'Il Gesú

Al voltant del 1550, neix una nova generació d'arquitectes que, d'una banda, continuen la línia individualista i ornamental de Miquel Àngel i, de l'altra, intenten sintetitzar les experiències d'un segle de construccions basades en els principis del classicisme mitjançant obres teòriques que tindran una gran repercussió.
Sebastiano Serlio (1475-1554) va escriure un Tractat d'arquitectura (1537) que va ser un dels més llegits del moment, juntament amb Dels cincs ordres d'arquitectura, de Jacopo Vignola (1507-1573).
Així mateix, Vignola és l'autor de l'església d'Il Gesú, temple de la nova Companyia de Jesús a Roma, imatge de la Contrareforma catòlica i precursora d'un nou tipus de temple: de nau única i molt ampla, volta de canó amb llunetes, capelles laterals i creuer curt cobert amb una gran cúpula de mitja esfera que dona molta il·luminació al presbiteri. Aquest esquema constructiu esdevindrà el tipus més comú de temple en l'època del barroc. La façana, posterior i obra de Giacomo della Porta, presenta també trets precursors del barroc, com les volutes amb què s'uneixen el cos inferior i el superior, i la superposició d'un frontó triangular i un altre de curvilini.
Giulio Romano segueix més clarament la línia de Miquel Àngel quant a creativitat i reinterpretació individual dels elements clàssics. Els seus treballs a Màntua, com per exemple el gran palazzo del Té, van canviar la fesomia de la ciutat.

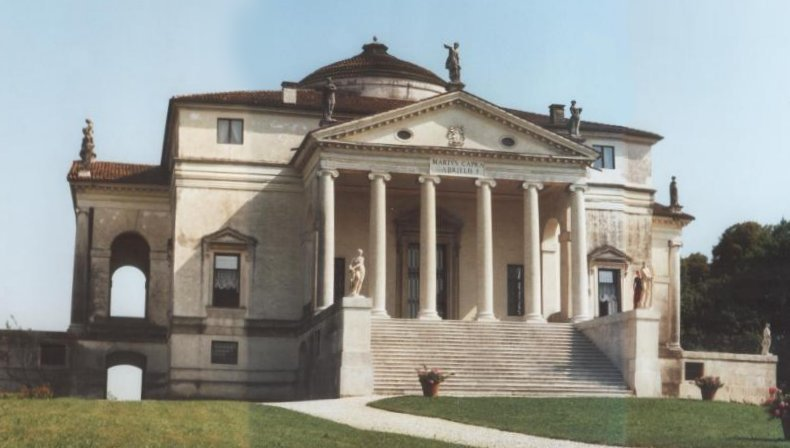
Andrea Palladio. Villa Capra. La Rotonda

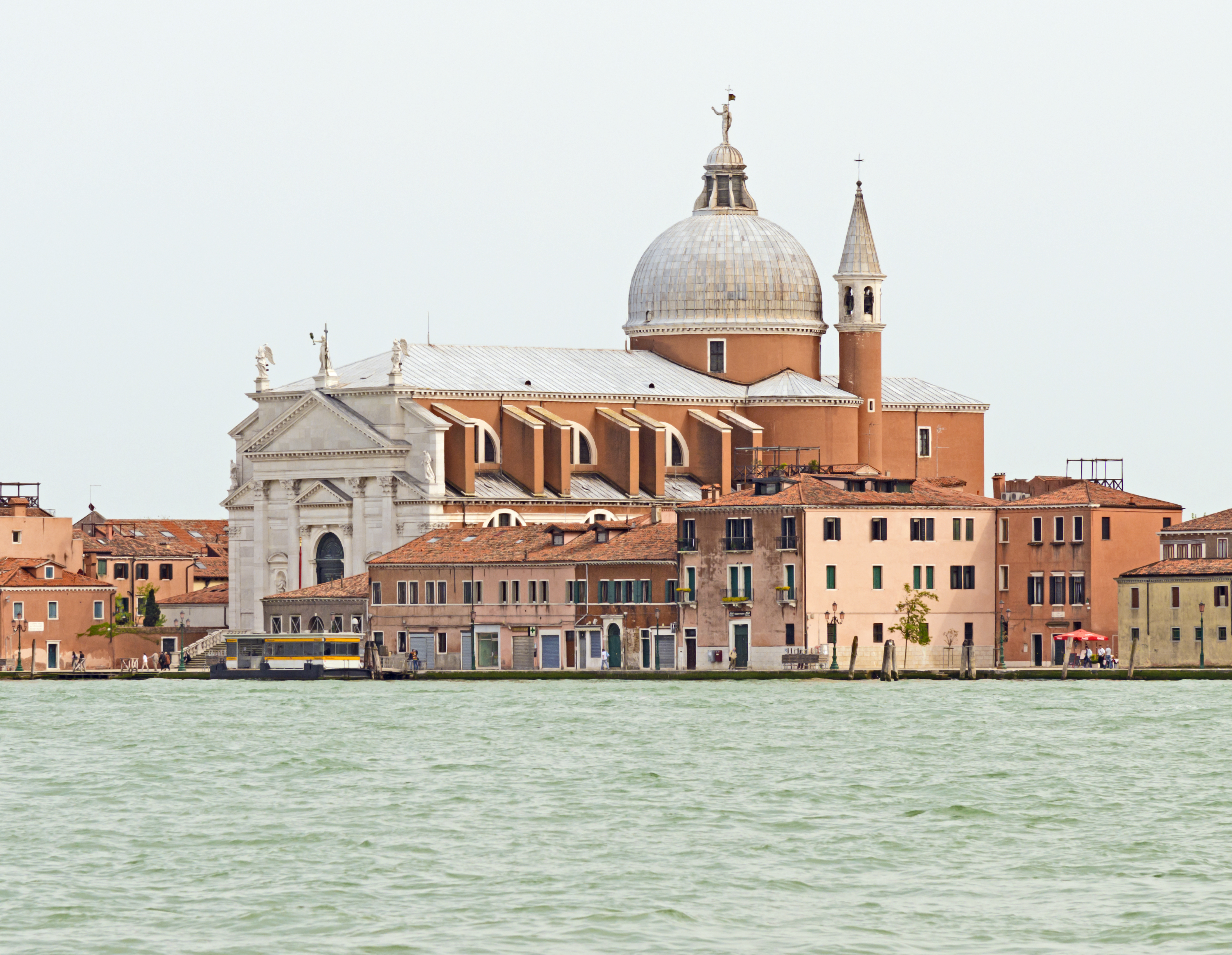
Andrea Palladio. Església del Redentore

Andrea Palladio (1508-1580), arquitecte oficial de Venècia, és també l'autor d'Els quatre llibres d'arquitectura, en què estudia els materials, els ordres arquitectònics, les tipologies dels edificis, etc.
Podem trobar les seves construccions més importants a la regió del Vèneto. A Vicenza, va realitzar diverses obres civils com palaus i vil·les. Les vil·les de Palladio responen a la necessitat de la burgesia veneciana de diversificar els seus interessos: són edificis pensats com a centre d'explotació agrícola i no com a casa de descans (Villa Barbaro, 1557).
L'única vil·la de Palladio destinada a esbarjo és la Villa Capra, també coneguda com La Rotonda (1566), on Palladio posa en pràctica la concepció de la vil·la clàssica com a construcció de planta central. El cos central és un cercle inserit en un quadrat; a cada costat s'afegeix un pòrtic a la manera dels temples romans.
També és seu el teatre Olímpic de Vicenza, on Palladio recupera una tipologia d'edifici clàssic: el teatre de càvea semicircular amb una escena espectacular a base de pòrtics sobre columnes i fons en perspectiva.
A Venècia, hi ha les seves dues millors obres religioses, l'església de Sant Giorgio Maggiore i l'església del Redentore que, en definitiva, suposen un intent de solució classicista al problema de les façanes d'església que tenen diferent alçada a la nau central i a les laterals, i no admeten un simple pòrtic amb frontó.
L'originalitat de les seves construccions va fer que la seva influència fos molt important en els segles posteriors, especialment en el neoclassicisme del segle xviii, i de manera més intensa a Anglaterra i, conseqüentment, als Estats Units.

## Escultura

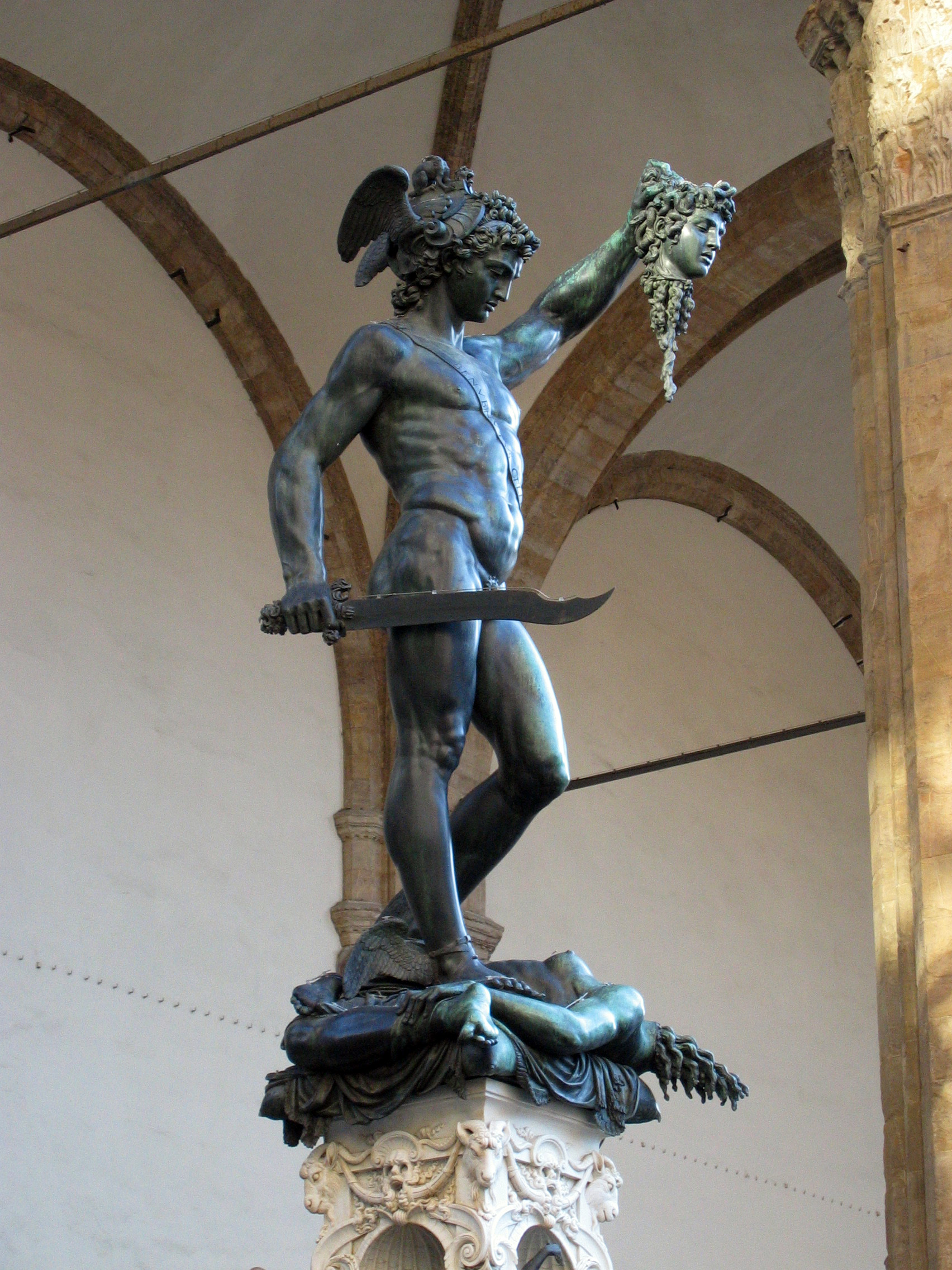
Benvenuto Cellini. Perseu

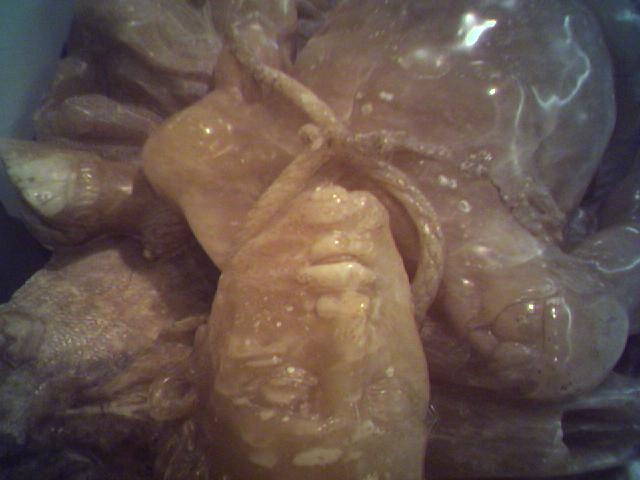
Sant Vicent Màrtir llençat a l'abocador, escultura en alabastre de Diego de Tredia (documentat el 1533)

Pel que fa a l'escultura manierista, la característica més destacable és l'accentuació del moviment i del dinamisme en figures i grups. El recurs més utilitzat és la forma serpentinata, una figura contorsionada de forma artificiosa amb una sinuositat exagerada.
L'autor més notable del període és Benvenuto Cellini (1500-1571), orfebre i escultor. En la seva obra Perseu, al·legoria del triomf dels Mèdici, va demostrar el seu virtuosisme tècnic en fondre el complicat grup d'una sola peça mitjançant la tècnica de la cera perduda. Un altre exemple n'és el seu saler d'or i banús dissenyat el 1540, en què Neptú i Amfitrite es mostren en posicions estirades i incòmodes. Com a orfebre, és famós el Saler de Francesc I, al·legoria mitològica en or, argent i esmalt concebuda com una font en petita escala. Durant el període manierista, es van crear més obres abstractes, pensant més en el color i en la composició que en el realisme de la peça. Un exemple en són algunes obres de Giambologna, en què les figures no es mostren en posicions naturals o fins i tot humanament possibles, però sí que transmeten sentiment.
Altres escultors manieristes importants són Giambologna (1529-1608), que va fer el grup en marbre del Rapte de les Sabines, i Bartolomeo Ammannati (1511-1592), autor de la font de Neptú.

## Pintura

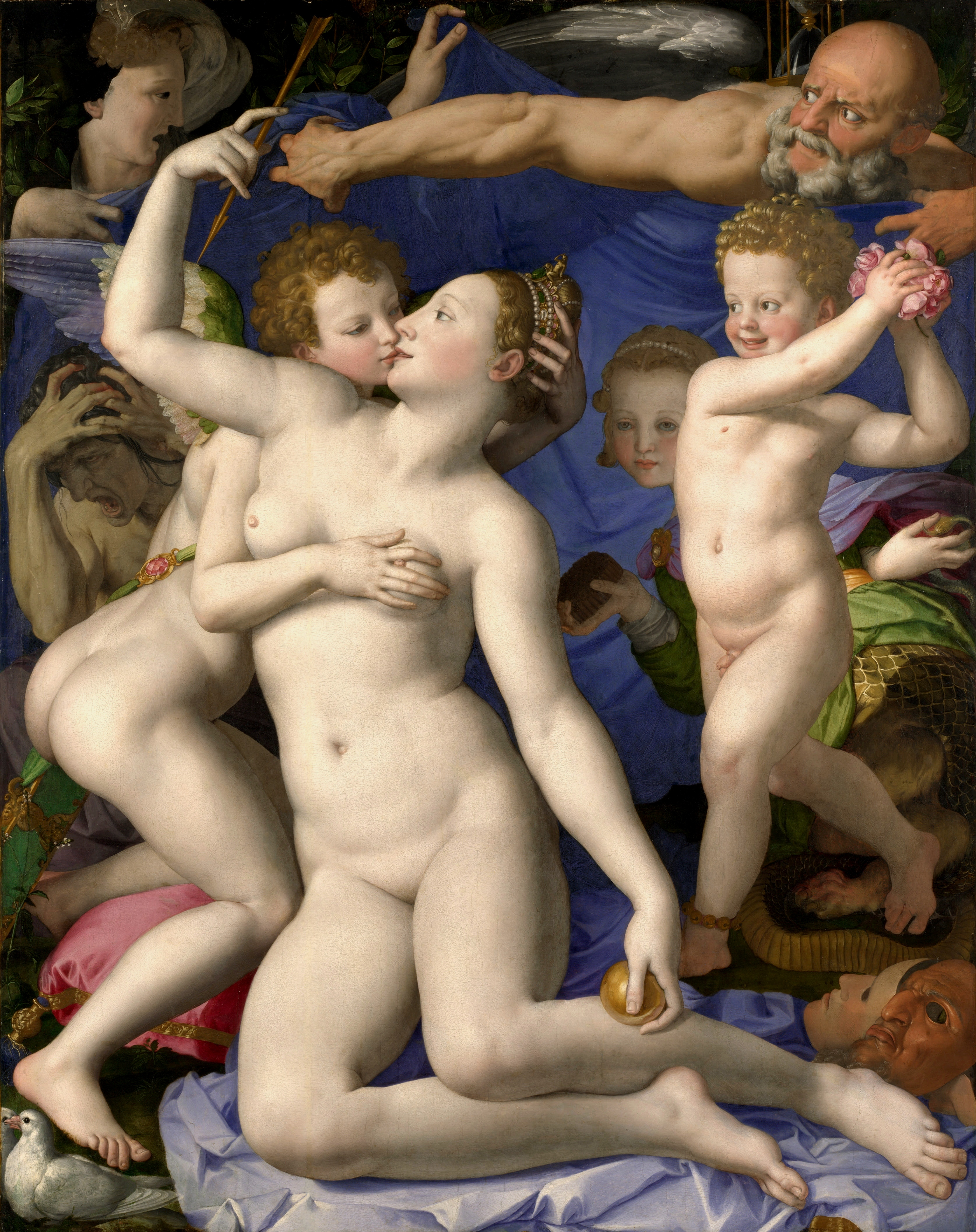
Il Bronzino. Venus, Cupido, la Follia i el Temps

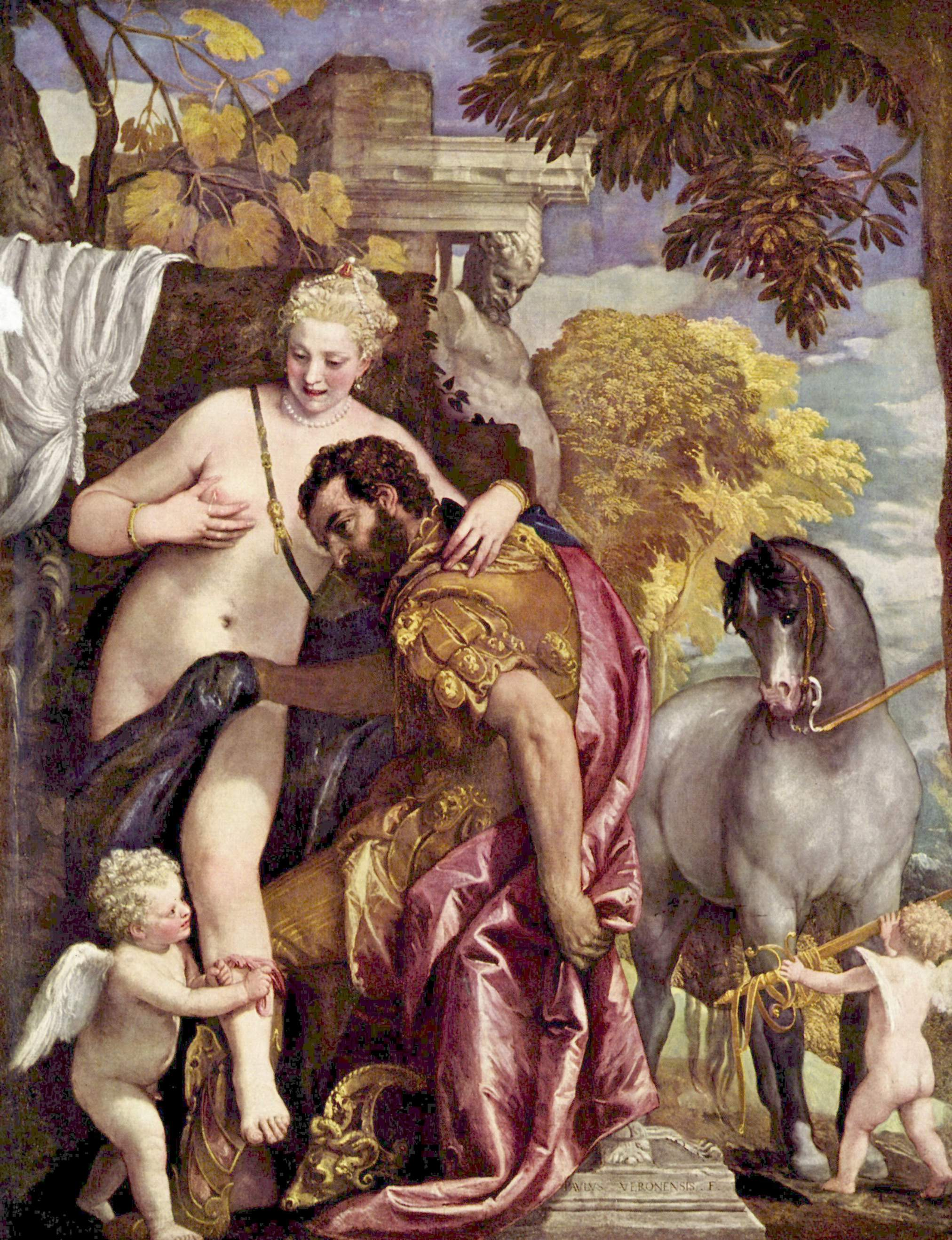
Paolo Veronesa. Marte i Venus

Si cerquem un tret definidor del manierisme pictòric, podem trobar-lo en la introducció de la llicència, entesa com la llibertat per a innovar: trobar un enquadrament insòlit, estilitzar les figures, trair els colors de la realitat, barrejar proporcions, violentar la perspectiva, etc. Així, s'abandona la coherència entre la natura i la seva representació pictòrica. S'estilitzen els cossos fins a deformar-los; s'utilitza la forma serpentinata, s'elaboren composicions inversemblants o s'utilitzen de manera arbitrària els colors. En general, es tracta d'una pintura refinada i intel·lectualitzada, que gaudeix de força acceptació en medis aristocràtics i cortesans.
Molts dels pintors de la segona meitat del segle xvi es consideren continuadors del classicisme, com és el cas de Giorgio Vasari. En aquesta línia, està l'Accademia fiorentina del disegni, fundada el 1563 amb l'objectiu de formar els artistes en el coneixement de l'antiguitat i de la pintura dels mestres del Cinquecento.
Els nuclis de la pintura manierista són Florència, Roma i Venècia.
- A Florència, en destaquen Jacopo Pontormo (1494-1556) i Rosso Fiorentino (1495-1540), que faran servir la juxtaposició de colors complementaris per a accentuar els contrastos.

Il Bronzino (1503-1572) i Giorgio Vasari (1511-1574), impulsors de l'Accademia Fiorentina, en són els millors exponents del vessant classicista.
- A Roma, en destaquen Sebastiano del Piombo (1485-1547) i Parmigianino (1503-1540), representants molt clars del manierisme: estilització del cos exagerada, línia serpentinata, sensualitat, desequilibri en la composició, etc.
- A Venècia, l'escola iniciada per Giorgione i Tiziano és continuada per Tintoretto (1518-1594) i Paolo Veronese (1528-1588), amb unes composicions dinàmiques, perspectives forçades i espectaculars, colors vius i sensuals i arquitectures monumentals.

## Literatura

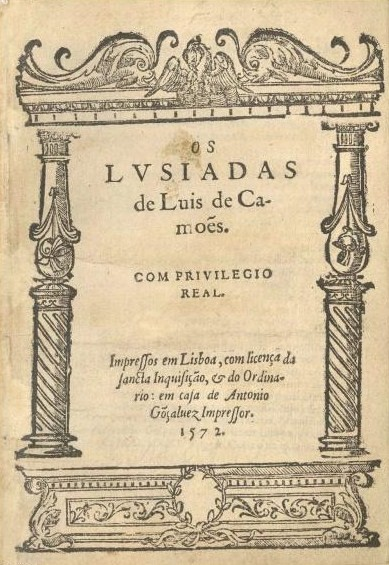
Os Lusiadas, de Luis de Camoens, 1572.

En història de la literatura, la literatura manierista s'interpreta com un procés evolutiu que afecta les formes i a l'actitud dels poetes. El canvi que afecta les formes, per influència de les arts.
Tant per època com per certs trets estilístics, autors de l'alçada de Torquato Tasso, Camoens, Shakespeare i Cervantes serien manieristes. També ha estat qualificada de manierista la Pléiade francesa de mitjans del segle xvi, la poesia metafísica anglesa de començaments del segle xvii i la poesia italiana de Giovanni della Casa o Giambattista Marino.
Les característiques formals i conceptuals de la literatura d'aquest grup d'autors mostra el pas de l'atmosfera renaixentista humanista, idíl·lica i classicista, a una altra que pot qualificar-se de "manierista" per la seva malenconia, desencís, complexitat i pathos, que apunta ja als contrastos de la literatura del Barroc. Es fa créixer una nova dimensió tràgica en els herois, la victòria moral es dona moltes vegades en virtut de la seva derrota, en una visió sobre el destí que divergeix de la clàssica. En termes formals, els drames de Shakespeare i la prosa de Cervantes es realitzen amb fallides de continuïtat, amb un tractament lliure i desigual de l'espai i el temps (unitats aristotèliques), negant l'economia, l'ordre i la linealitat clàssics; en una contínua i extravagant expansió i variació del seu material, en la caracterització psicològica inconsistent, ambigua i imprevisible dels seus personatges, en la juxtaposició de recursos altament formalistes i convencionals amb altres trets del prosaic, el improvisat i el vulgar. També és un típic recurs manierista valer-se de metàfores fosques i sobrecarregades, de la màgia i el fantàstic, d'antítesi, d'assonàncies i paronomàsia, de l'enigmàtic, posar en evidència les debilitats dels herois, que poden ser moltes i profundes (antiheroi), i que per això mateix els fan, als ulls moderns, tan reals, vius i veritables.

## Música

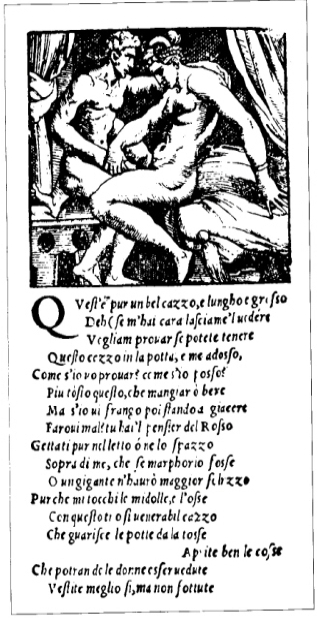
Sonet de Pietro Aretino, amb il·lustració eròtica, ca. 1527

La música manierista mostra, segons Claude Palisca, una tensió «entre el desig de preservar un elevat nivell d'habilitat contrapuntística i l'impuls d'acompanyar les imatges, idees i sentiments» descrits en el text (música programàtica). L'impacte del Manierisme sobre les arts musicals va ser menys profund que en altres camps; i la pròpia identificació d'un estil musical que pugui denominar-se "manierista" és matèria de controvèrsia, com altres conceptes de les arts visuals o la literatura relacionats amb la música. Maria Maniates defensen la idea que es pot definir un manierisme musical per al període final del segle xvi a partir d'elements específicament musicals: l'experimentalisme en el camp de l'harmonia, l'exploració d'intervals distints en la línia melòdica, assajos de música microtonal, temptatives de establiment d'un sistema de temperament igual i l'atribució de nous significats per als elements de retòrica musical. Menys problemàtica és l'evidència que el període va presenciar el sorgiment d'un nou estil musical, atès que els propis músics de l'època estaven embolicats en una forta polèmica sobre els nous rumbs que prenia el seu art i les diferents sensibilitats percebudes entre les successives generacions de músics. En Compendium Musices (1552), Adrianus Coclico42 descrivia a la generació de Guillaume Dufay (mitjan segle xv) com musici mathematici ("músics matemàtics"), a la de Josquin des Prez (finals del XV i començaments del XVI) com musici prestantissimi ("músics admirables"), i a la seva pròpia com musici poetici ("músics poètics").

## Cinema
Finalment, en el cinema, el manierisme es va dur a terme després de la gran onada del cinema clàssic i de la Segona Guerra Mundial. Va ser una etapa en què els directors van intentar fer un retorn cap al classicisme que estava en crisi. Volien fer pel·lícules a la manera del classicisme (manierisme). Però el context històric on es desenvolupava, no va ajudar a que es produïssin pel·lícules destinades a tenir un happy end i això provocava una real crispació.

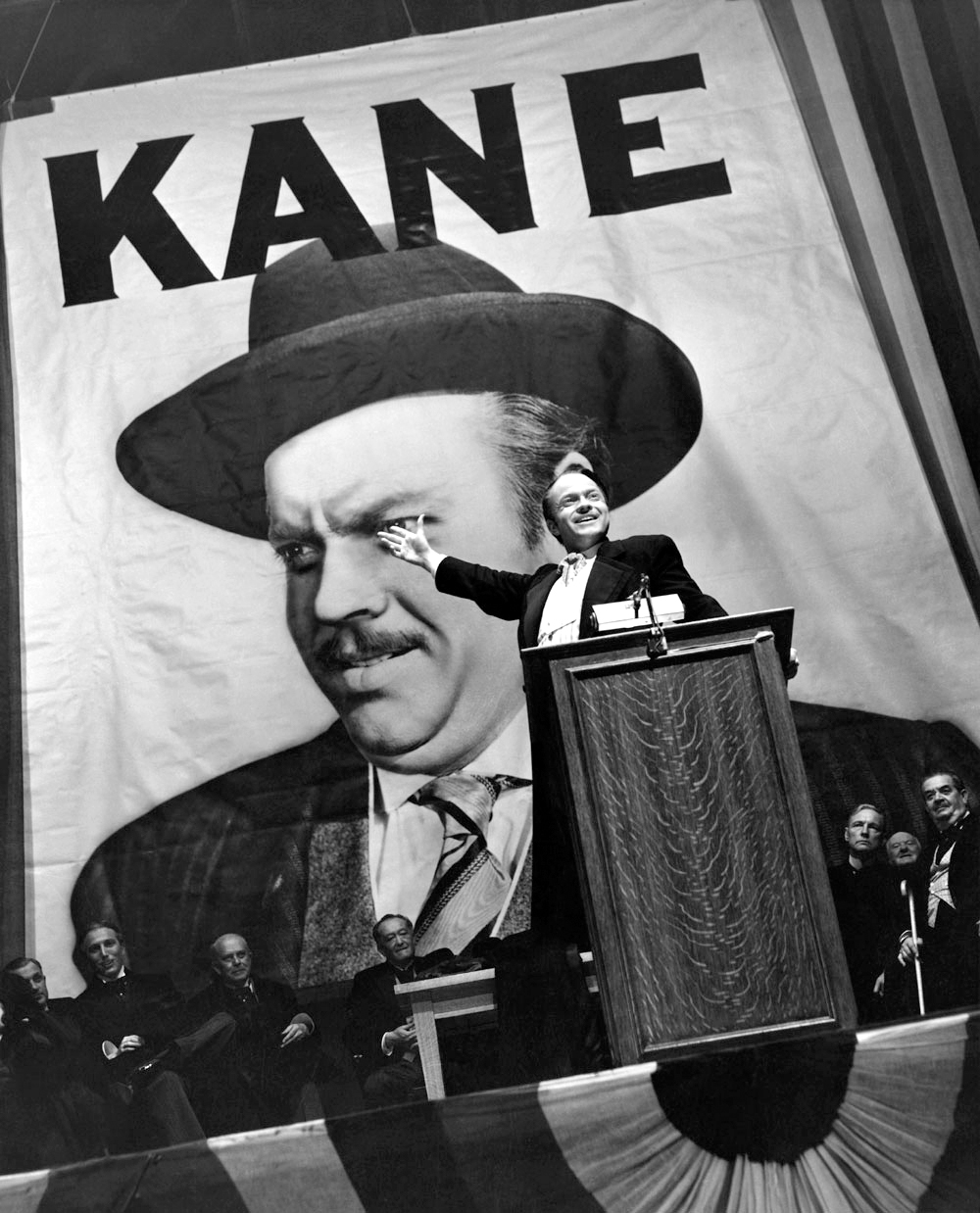
Ciutadà Kane, 1941

Les característiques principals en el cinema és la gran presència del director. Un precursor del que s'anomenaria el posterior cinema d'autor. Es pot començar a intuir que qui mana ja no és la indústria, sinó el propi director, cosa que portarà a fortes confrontacions entre aquest i les grans empreses cinematogràfiques. Allò que podríem anomenar com a directors contra el sistema. Un gran exemple és el director Orson Welles que va revolucionar el món del cinema amb la seva òpera prima Ciutadà Kane.
Per altra banda, una altra gran característica que podem destacar és el canvi de trames aplicant el model narratiu transperent típic del classicisme, per trames molt més fosques i confuses, molt influïts pel gènere negre. Els personatges solen ser malalts mentals, amb inseguretats i preocupacions. Assassins i excombatents trastornats que s'adonen que la realitat on viuen està deformada (simbolitzat en escenes amb l'ús de miralls). La realitat ja no és una, sinó que poden haver molts punts de vista diferents d'aquesta realitat i, per tant, podem trobar una gran ambigüitat moral.
També, una altra característica que podem destacar és l'ostentació de decorats artificiosos. A més, els directors no volen amagar les manipulacions ni la feina que hi ha darrere d'un muntatge. D'aquesta manera, tot acaba tenint un punt molt teatral. El que pretenen és demostrar la realitat com un artifici i, per tant, tot acaba sent molt exagerat (tant els decorats que tenen aires quasi surrealistes, com les actuacions dels actors.) En aquest cas podem destacar dues pel·lícules. La primera és Duel in the Sun de King Vidor en què podem percebre claríssimament l'artificialitat dels decorats i la sobreactuació dels actors. La segona és Cantant sota la pluja de Gene Kelly i Stanley Donen en la qual podem percebre l'essència dels rodatges i de les ficcions cinematogràfiques.

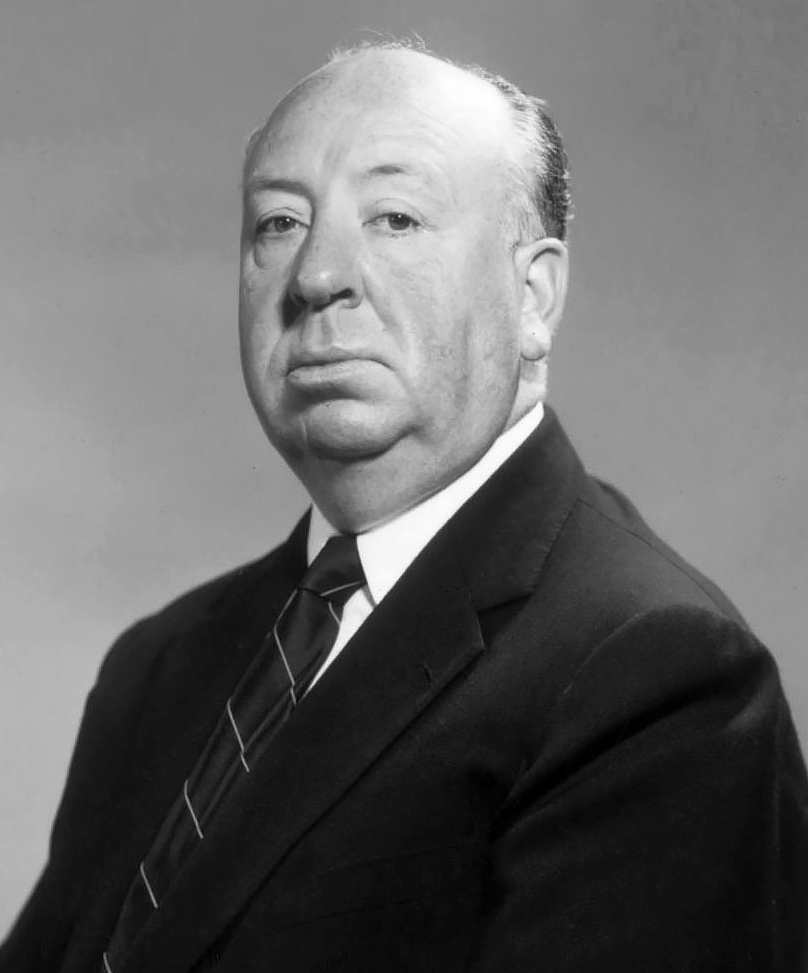
Alfred Hitchcock.

Finalment, una última gran característica que podríem destacar és l'ús de mecanismes de suspens que fan avançar la pel·lícula i a la vegada dona un gran paper a la participació de l'espectador. En aquest cas, el gran director podria ser Alfred Hitchcock, que no sempre el podríem considerar com a manierista, però sí que és un director que sempre ha destacat pel seu estil independent deixant de banda la indústria i també per ser el rei del suspens.
Pel que fa a cineastes, a part dels que hem destacat anteriorment, aquí també englobaríem: Douglas Sirk, Fritz Lang, John Ford, Ida Lupino, Nicholas Ray o Vincente Minnelli.